# Harry Villegas Tamayo
Harry Antonio «Pombo» Villegas Tamayo (Yara, Granma, 10 de maig de 1940 - L'Havana, 29 de desembre de 2019) va ser un militar i revolucionari cubà que va lluitar el 1959 sota les ordres de Che Guevara durant la Revolució Cubana, el 1965 al Congo i el 1967 a Bolívia, on va ser un dels tres cubans que van aconseguir sobreviure en aquest país.
Durant la seva carrera militar, va aconseguir el grau de general de brigada a les Forces Armades Revolucionàries de Cuba i va ser condecorat com a «Heroi de la Revolució». El 1996 va escriure el llibre Pombo, un home de la guerrilla del Che.

## Biografia

### Revolució Cubana
Pombo va néixer el 10 de maig de 1940 en el si d'una família guajira de camperols pobres, a Yara, una localitat situada als contraforts de Sierra Maestra, entre Bayamo i Manzanillo. El seu germà Téogenes era un jove dirigent local del Partit Ortodox, actiu opositor a la dictadura de Fulgencio Batista (1952-1958) i seguidor de Fidel Castro, referent de la Joventut Ortodoxa que va dirigir l'assalt a la caserna Moncada el 26 de juliol de 1953.
El 1954, amb només 14 anys, Harry Villegas va començar a recolzar les activitats del Partit Ortodox en les seves accions d'oposició i sabotatge contra la dictadura. Quan Fidel Castro va fundar el Moviment 26 de Juliol el 12 de juny de 1955, Villegas, com molts joves ortodoxos, s'hi va incorporar i va integrar una cèl·lula clandestina que incloïa, entre d'altres, Leopoldo Cintra Frías, Teté Puebla i Manuel Lastre Pacheco.
Al començament de 1958, Villegas i altres joves van decidir pujar a la Sierra Maestra per a integrar-se a la guerrilla del Moviment 26 de Juliol, però van ser rebutjats per Che Guevara, que els va dir que amb les armes de baix calibre amb què venien no era possible d'enfrontar l'exèrcit, convidant-los a tornar a baixar a la plana, prendre-li les armes a algun soldat i tornar.
En els primers temps va actuar com a missatger i ajudant i va ser enviat a l'Escola de Reclutes de Minas del Frío. Durant l'ofensiva del govern contra la guerrilla de Sierra Maestra, iniciada al maig de 1958, Villegas va ser enviat a combatre a la Columna 1, dirigida per Fidel Castro, i va participar en els combats del Jigüe, Las Vegas, San Lorenzo, Meriño i Las Mercedes.
Quan es va formar la Columna 8 Ciro Redondo, sota el comandament de Che Guevara, Villegas hi va ser destinat i es va convertir ràpidament en un dels homes de confiança del Che, qui va integrar la seva escorta amb Juan Alberto Castellanos, Hermes Peña, Carlos Coello i Pombo. En la seva condició d'escorta, va romandre tota la campanya militar amb el Che. Va participar en la batalla de Santa Clara i en altres combats i després es va establir al Castell de San Carlos de la Cabaña, a l'Havana, a partir de gener de 1959.
El 1961, es va exercir com a administrador de l'empresa estatal Sanitarios Nacionales, designat pel Che en la seva condició de ministre d'Indústria.

### Guerrilla al Congo
El 1963, el Che Guevara va enviar dos homes de confiança (Hermes Peña i Juan Alberto Castellanos) a formar part del grup guerriller que es va instal·lar al nord de l'Argentina, sota el comandament de Jorge Masetti amb el nom d'Exèrcit Guerriller del Poble (EGP).
Che Guevara el va convocar el 1965 a combatre amb el grup de guerrillers cubans que encapçalava a la República Democràtica del Congo. Allí va adoptar el sobrenom de «Pombo» que en idioma suahili significa «fulla».

### Guerrilla a Bolívia
Entre 1966 i 1967 Pombo va participar del focus guerriller que el Che Guevara va instal·lar a Bolívia, a la zona del riu Ñancahuazú, i on aquest últim moriria. El grup guerriller va prendre el nom d'Exèrcit d'Alliberament Nacional (ELN) de Bolívia amb seccions de suport a l'Argentina, Xile i Perú. Els enfrontaments armats van començar el 23 de març de 1967. Villegas va ser un dels cinc homes (els cubans Leonardo Tamayo «Urbano», Harry Villegas «Pombo» i Dariel Alarcón «Benigno», i els bolivians Guido Peredo «Inti» i David Adriazola Veizaga «Darío») que va aconseguir escapar del setge militar que va aniquilar al grup guerriller.

### Des de 1967
Després de 1967 va servir a l'exèrcit cubà participant com a assessor militar a Angola i Nicaragua. Harry Villegas Pombo va morir el 29 de desembre del 2019 a la ciutat de l'Havana als setanta-nou anys a conseqüència d'una disfunció multiorgànica. Les cendres van ser exposades a Panteó dels Veterans del cementiri Cristóbal Colón de l'Havana.
El 1996 va escriure un llibre de memòries titulat Pombo, un home de la guerrilla del Che.